# Нижня Тимофієвська
Нижня Тимофі́євська (рос. Нижняя Тимофеевская) — присілок у складі Афанасьєвського району Кіровської області, Росія. Входить до складу Ічетовкінського сільського поселення.
Населення становить 52 особи (2010, 71 у 2002).
Національний склад станом на 2002 рік — росіяни 100 %.